# Carles Mani i Roig
Carles Mani i Roig (Móra d'Ebre ou Tarragone, 1867 - Barcelone, 1911) est un sculpteur catalan. Il fut à contre-courant des mouvements de son époque et chercha un style personnel qui ne fut pas compris de ses contemporains qui fit que son œuvre fut très restreinte. Artiste indépendant et solitaire, sa personnalité étrange selon les mots de qui l'empêcha de s'intégrer à la vie de Barcelone où il s'était installé dans les années 1890. Il eut une vie difficile, pleine de désillusions.

## Biographie

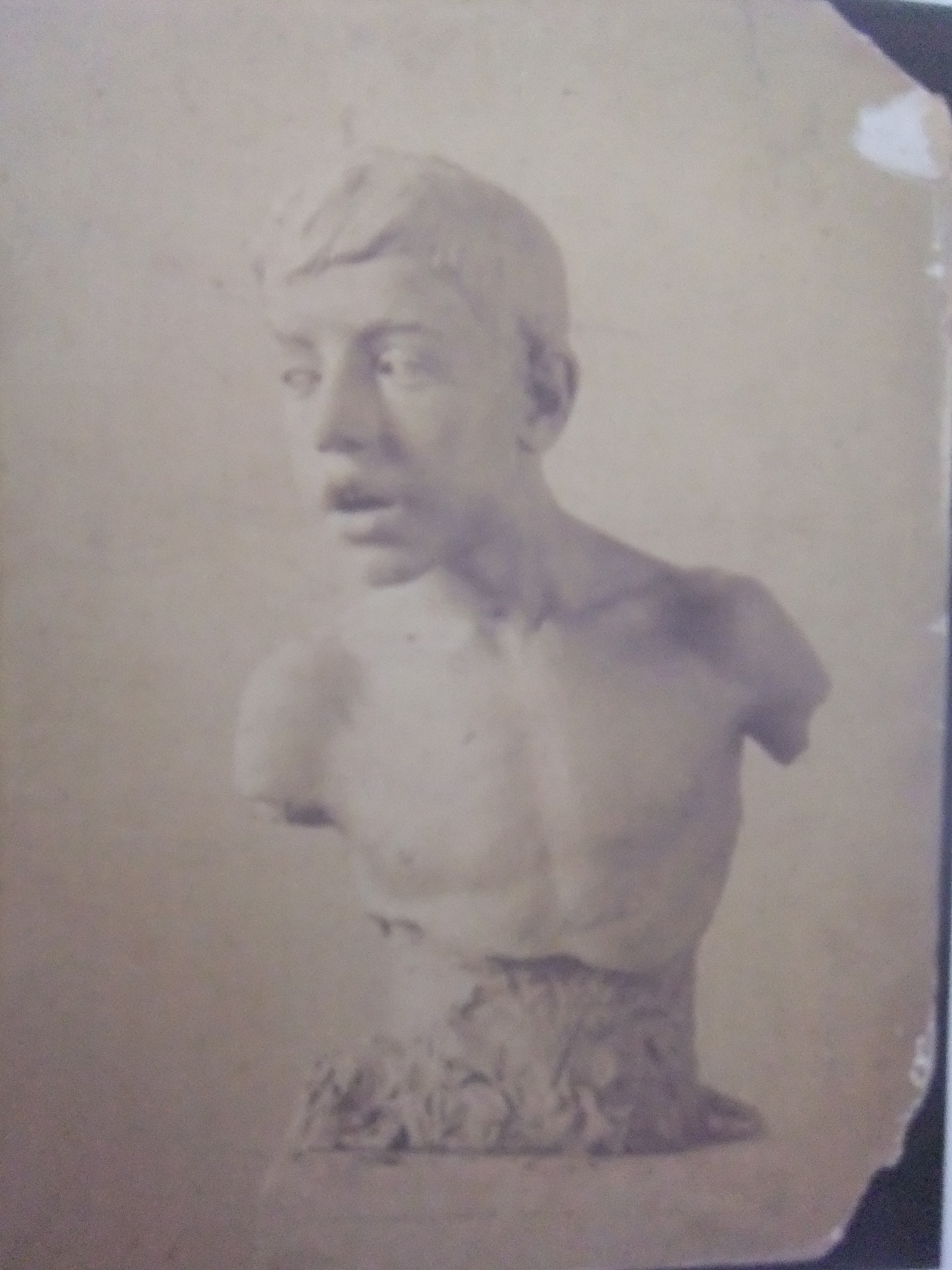
El fisgón. Photographie en noir et blanc collée sur du carton

Carles Mani i Roig naquit le 24 novembre 1867. Le lieu de sa naissance est situé à Mora d'Ebre ou à Tarragone selon les sources. Il était le petit-fils du colonel carliste Francesc Mani. Son père Carles Mani i Omedes était un tailleur qui épousa en premières noces Josepa Roig Sancho, d'Horta de Sant Joan. Le couple eut deux enfants, le futur sculpteur et une fille d'un an sa cadette et qui semble être morte en bas âge. Sa mère mourut à 24 ans et son père se remaria avec Magdalena Vidal i Estruel, de Gandesa avec qui il eut 6 enfants. Carles grandit en passant que sa mère était Magdelena, et ne sut la vérité qu'à l'âge adulte. Le père de Mani était violent et agressif, et Carles fut maltraité physiquement et moralement dès son plus jeune âge raison pour laquelle il semble avoir quitté la maison paternelle en 1883.
Il eut très tôt une vocation artistique et semble avoir intégré l'école de la Llotja de Barcelone après avoir quitté sa famille. Il s'inscrivit à cette école pour la discipline de tailleur pour l'année scolaire 1890-1891. Certains dessins de cette époque sont conservés, notamment celle de la porte de Sainte Lucie sur la cathédrale de Barcelone, où il montra son intérêt pour l'art gothique, tendance artistique qui dominait toujours l'école de la Llotja grâce à des professeurs comme Lluís Rigalt. En 1891, il réalisa un buste de l'archéologue Bonaventura Hernández Sanahuja et en 1892-1893 celui du peintre Parada Justel. Ce sont deux bons portraits mais qui ne reflètent pas encore la personnalité de Carles. En 1892 il participa à Madrid à l'Exposition Nationale des beaux-arts avec son buste d'enfant El fisgón dont il ne reste qu'une photographie. C'est un exemple de réalisme anecdotique de la fin du XIXe siècle. Il entra à l'école de peinture, de sculpture et de gravure de Madrid en 1893 et suivit avec succès tous les cours.
À cette époque il proposa de construire un « monument aux héros de Tarragone » (héros de guerre contre l'invasion napoléonienne en 1811), ce qui resta une obsession durant le reste de sa vie. Il existe des photographies en relation avec ce projet, où un militaire à l’attitude héroïque pose la main droite sur le pommeau de son épée, lève un drapeau de l'autre, et pose le pied sur le cadavre d'un soldat. Il semble s'être inspiré de la statue à Jacinto Ruiz par Marià Benlliure érigée en 1891 à Madrid, bien que Mani eût un style totalement différent.
En 1894, il se présenta à la seconde exposition générale des beaux-arts de Barcelone et voyagea à Rome où il connut l’œuvre de Michelangelo Buonarroti, ce qui marqua une rupture dans la formation de Mani.
On sait peu de choses de plus des œuvres de jeunesse de Carles Mani, même si on en connaît les principales étapes :Paris, Madrid, avant un retour à Barcelone, mais les étapes intermédiaires sont mal connues.

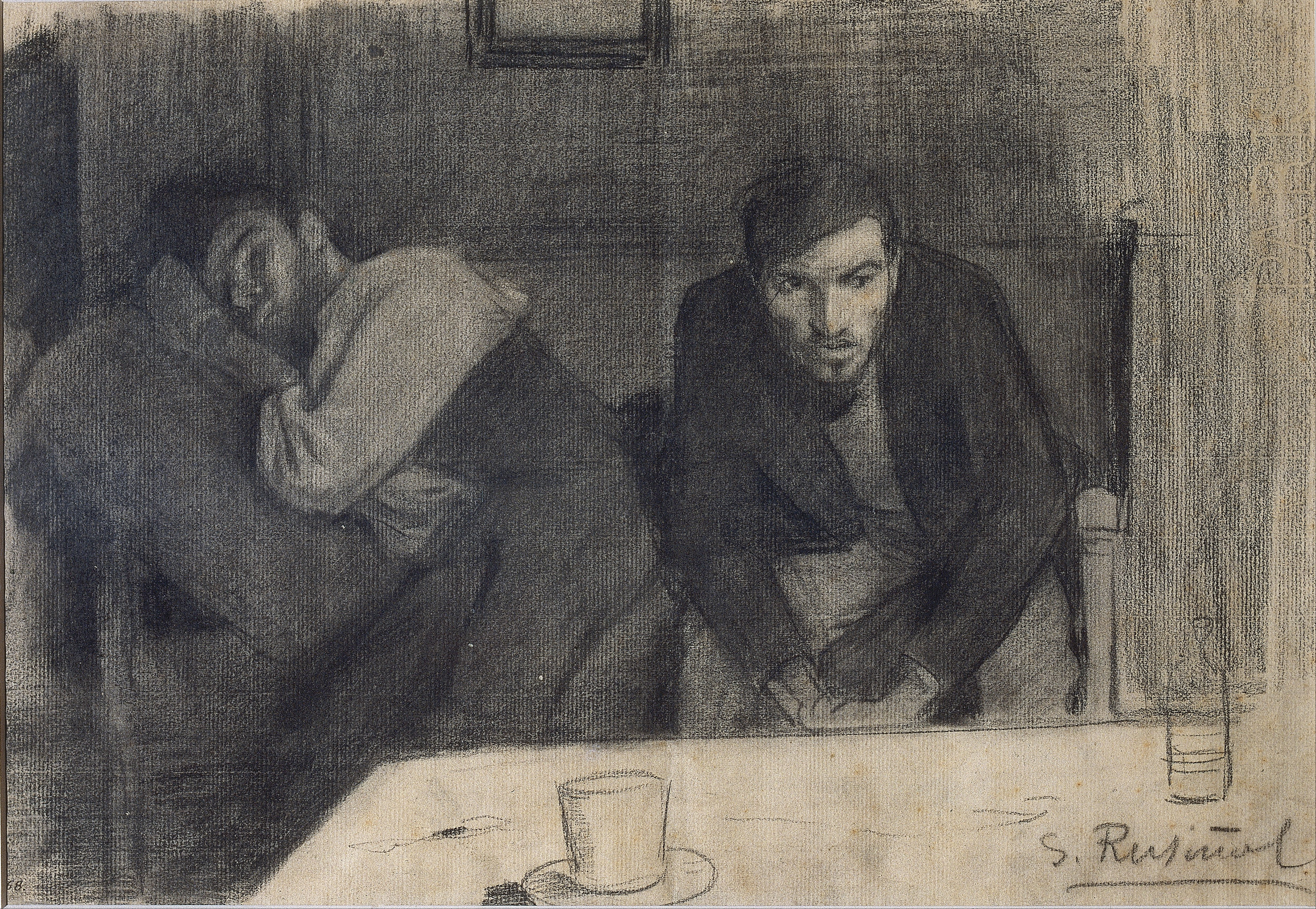
Portrait du sculpteur Carles Mani et du peintre Pere Ferran

## Réception de l'artiste
Lafuente Ferrari le traite « de personne étrange originale et un peu absurde, anarchiste et sculpteur catalan ». Francisco Carantoña le décrit comme « fort et extraverti, à deux pas de l'anarchisme et avec un goût particulier pour s'opposer frontalemment à la pureté ou à l'impureté des inquiétudes artistiques de chacun ». Les qualificatifs qu'il reçut le plus furent« quasi inconnu, marginal, atypique, isolé et maudit » au sens baudelairien du mot.
Mani serait sans doute resté complètement inconnu sans ses rencontres avec Feliu Elias, Rafael Benet et plus particulièrement Josep Maria Garrut qui rencontra sa veuve et sauva une grande quantité d’œuvres de Mani grâce à laquelle la Casa Museu Gaudí de Barcelone a pu se transformer en l'un des principaux lieux de la sculpture contemporaine. Sans son action son œuvre aurait totalement sombré dans l'oubli.

## Trajectoire

### Paris
En 1894, Carles Mani obtint une bourse de la mairie de Tarragone pour compléter ses études à Paris. Mani se choisit de partager sa bourse avec son ami le peintre Pere Ferran, qui raconta à Russiñol le voyage à Paris et qui fit rencontrer Mani et Rusiñol.

« Il était sculpteur et bien qu'encore très jeune, il avait luté avec ses crocs ; avait déjà ressenti les premières joies d'un père voyant naître l’œuvre de son imagination et les plaisirs d'être créateur, le feu de l'art qui bouleverse la vie entière avec les égoïsmes et rend inutile à l'artiste tout ce qui ne suit pas son rêve. Fier également, avec le torse bombé, les muscles saillants, avec les yeux expressifs et des creux sous les paupières, il parlait de ses projets avec la foi d'un chrétien et l'entêtement d'un proconsul de Tarragone »

— Santiago Rusiñol
Ni Mani ni Ferran ne parlaient français ce qui rendit difficile leur adaptation. Ils passèrent noël avec Rusiñol et ses amis Utrillo, Albert Planes et Ricard Planells. Mais les deux artistes eurent de sérieuses difficultés économiques, entre le voyage et le loyer des combles dans la Rue de Seine à où ils vivaient et qui avait dépensé le budget du premier trimestre. En février 1895, Rusiñol trouva les deux amis en pleine misère ; il les aida et leur offrit de s'installer dans son appartement. Dans un pamphlet, Rusiñol accusa la mairie de Tarragone des misères de Mani et de Ferran.
Auguste Rodin participa  à quatre expositions à Paris durant alors que Mani y était et ce dernier resta fasciné par son œuvre en notant le changement que portait la sculpture moderne.

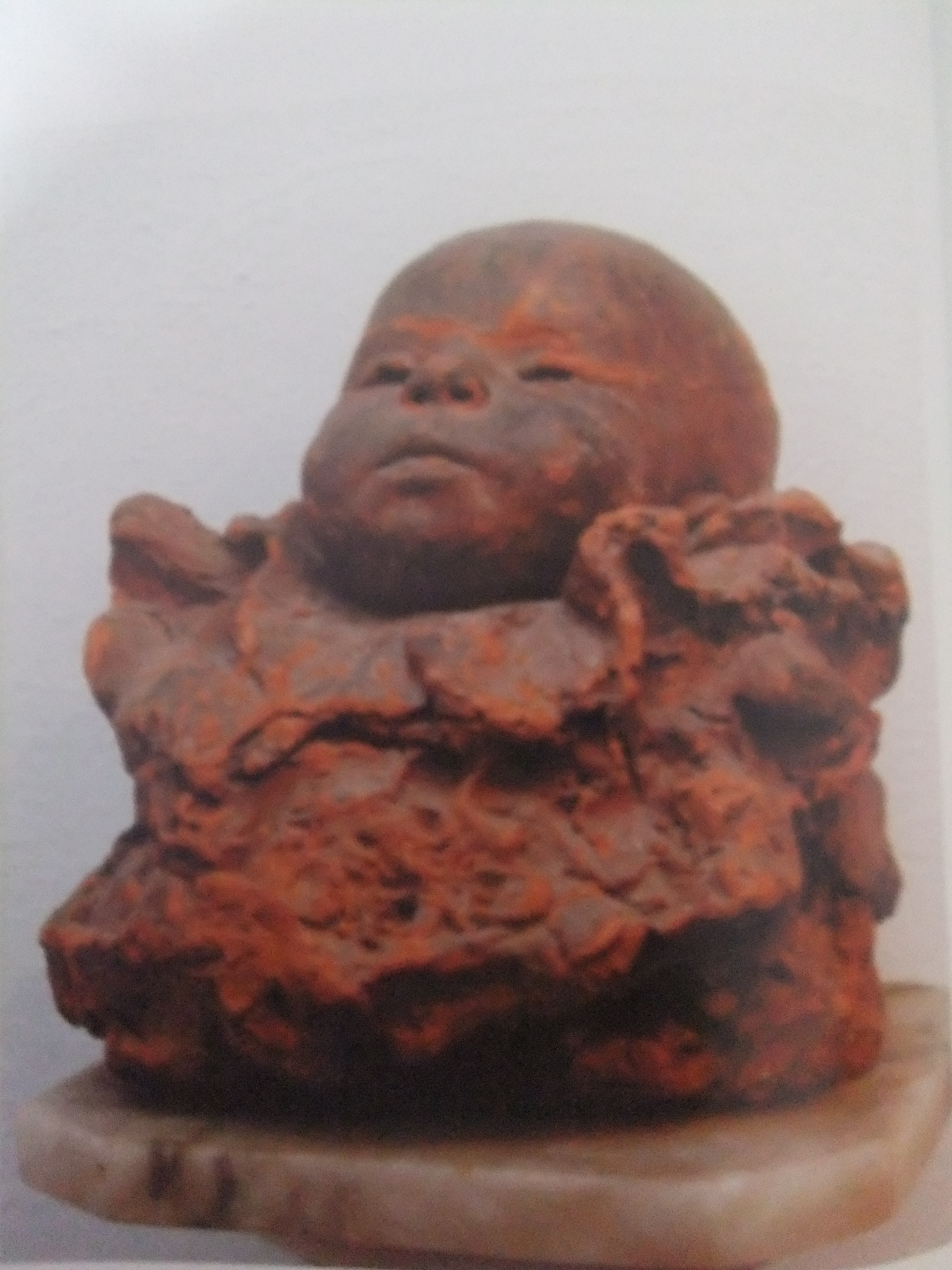
Portrait de fillette ; Maria Canyellas Domènech

### Tarragone
En avril 1895 Carles Mani et Pere Ferran rentrèrent à Tarragone, et le Mouvement taragonais de la classe ouvrière organisa une exposition sur leurs œuvres faites à Paris. Une des plus remarquables sont Mercure couronnant le progrès du Commerce, œuvre qui fut offerte à la mairie qui lui avait octroyé la bourse afin qu'elle la renouvelât. Mais bien que cette bourse fut prolongée, on ne trouve aucune trace de Mani à Paris après cette date, ce qui semble montrer qu'il dépensa l'argent à Tarragone même.
De cette même année 1895 date le visage de Maria Canyellas, donné à la Casa Museu Gaudí de Barcelone en 1973 par la famille Sansón-Canyellas. Un visage d'enfant sort de la pierre rouge, la sculpture est marquée par l'influence de Rodin.

### Madrid
Il se rendit à Madrid en 1896 où il garda contact avec Nicanor Piñole qu'il avait rencontré à l'école de peinture madrilène auparavant.
Il fut apprenti chez des personnalités de Taragone, comme le Comte de Rius dont il fit un buste. Il rencontra le peintre Ricard Canals à Madrid et ce dernier expliqua qu'il menait une vie miséreuse et recevait l'aide des jésuites, malgré ses sentiments antireligieux. Il participa à l'exposition des beaux-arts et de l'Industrie artistique de Barcelone. On sait également qu'il tenta de se suicider à Madrid.
En 1897, il présenta à l'Exposition Nationale des Beaux-arts de Madrid une nouvelle version plus originale de son monument aux héros de Tarragone, titrée Nous serons morts avant d'être vaincus à Tarragone, 1811. C'est une œuvre où il démontra son évolution stylistique après son voyage à Paris. Il y représenta un aigle au repos, et un soldat blessé sur des rochers. Mani fit évoluer son concept précédent où tout était ingénument évident.

## Galerie d'images

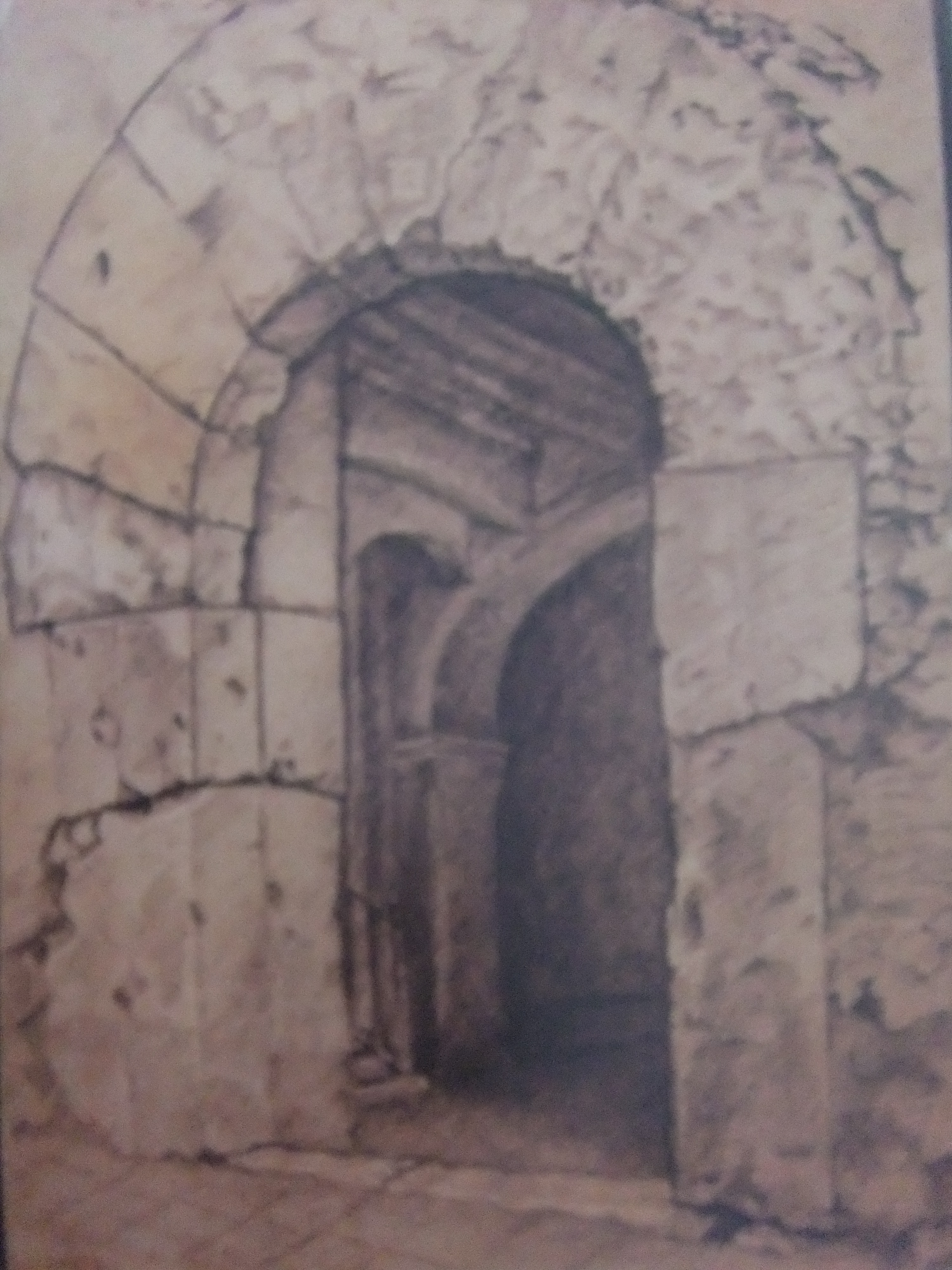
Porte en pierre(1890). Crayon sur papier
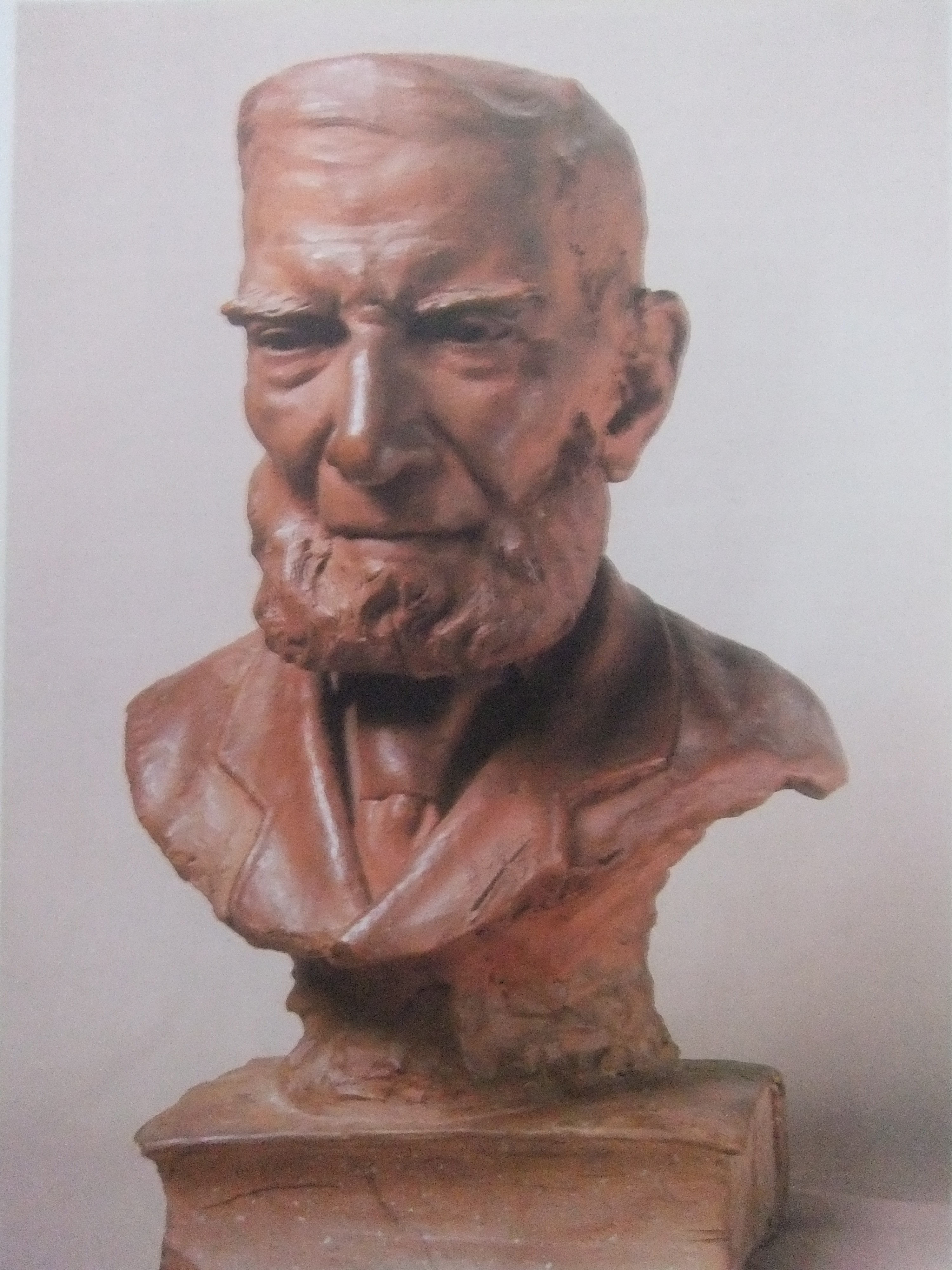
Buste de Bonaventura Hérnandez Sanahuja(1891). Buste de terre
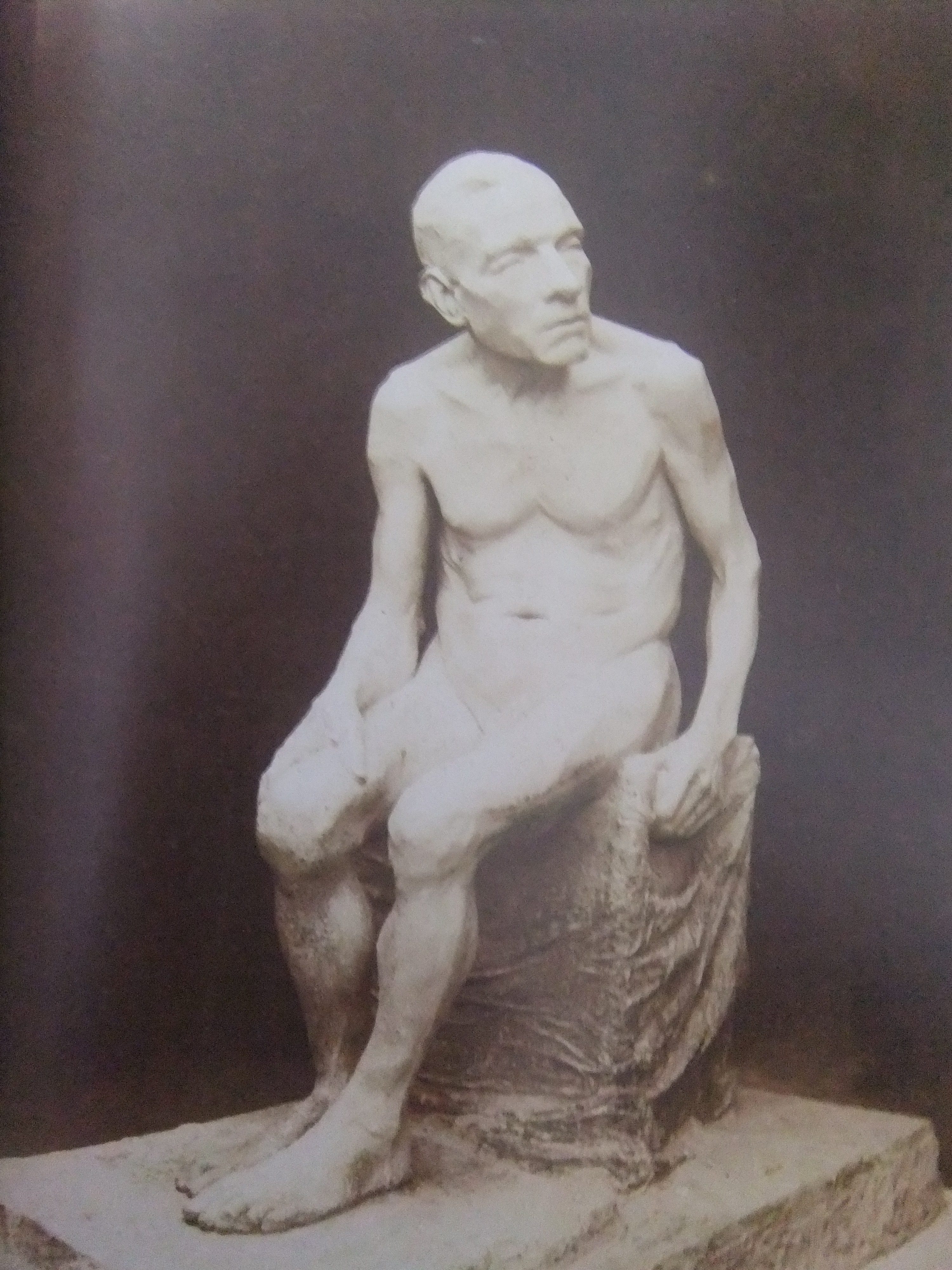
El desconfiat. Photographie b/n collée sur carton
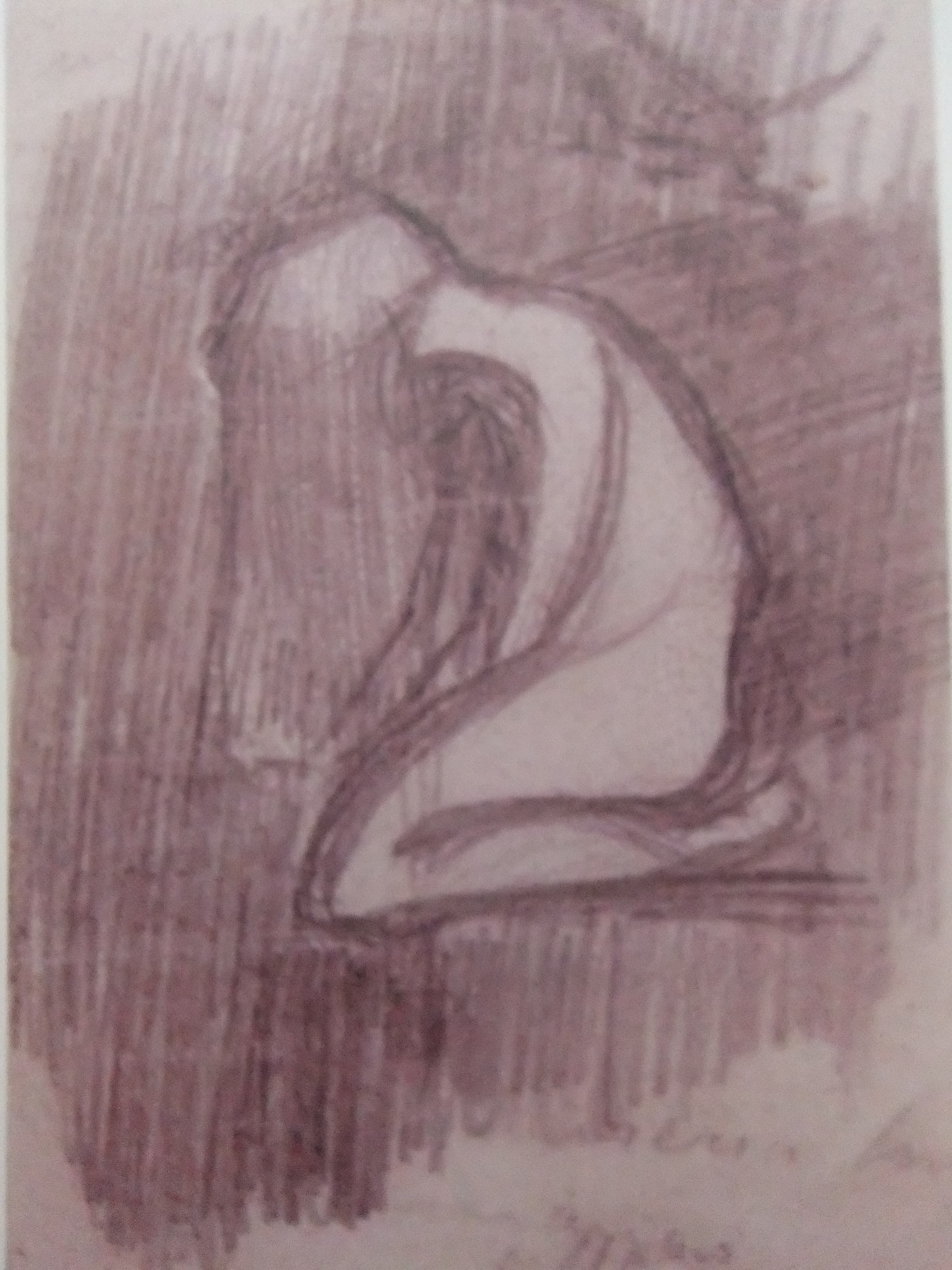
Femme nue agenouillée avec les cheveux sur le visage(1897). Mine de plomb sur papier
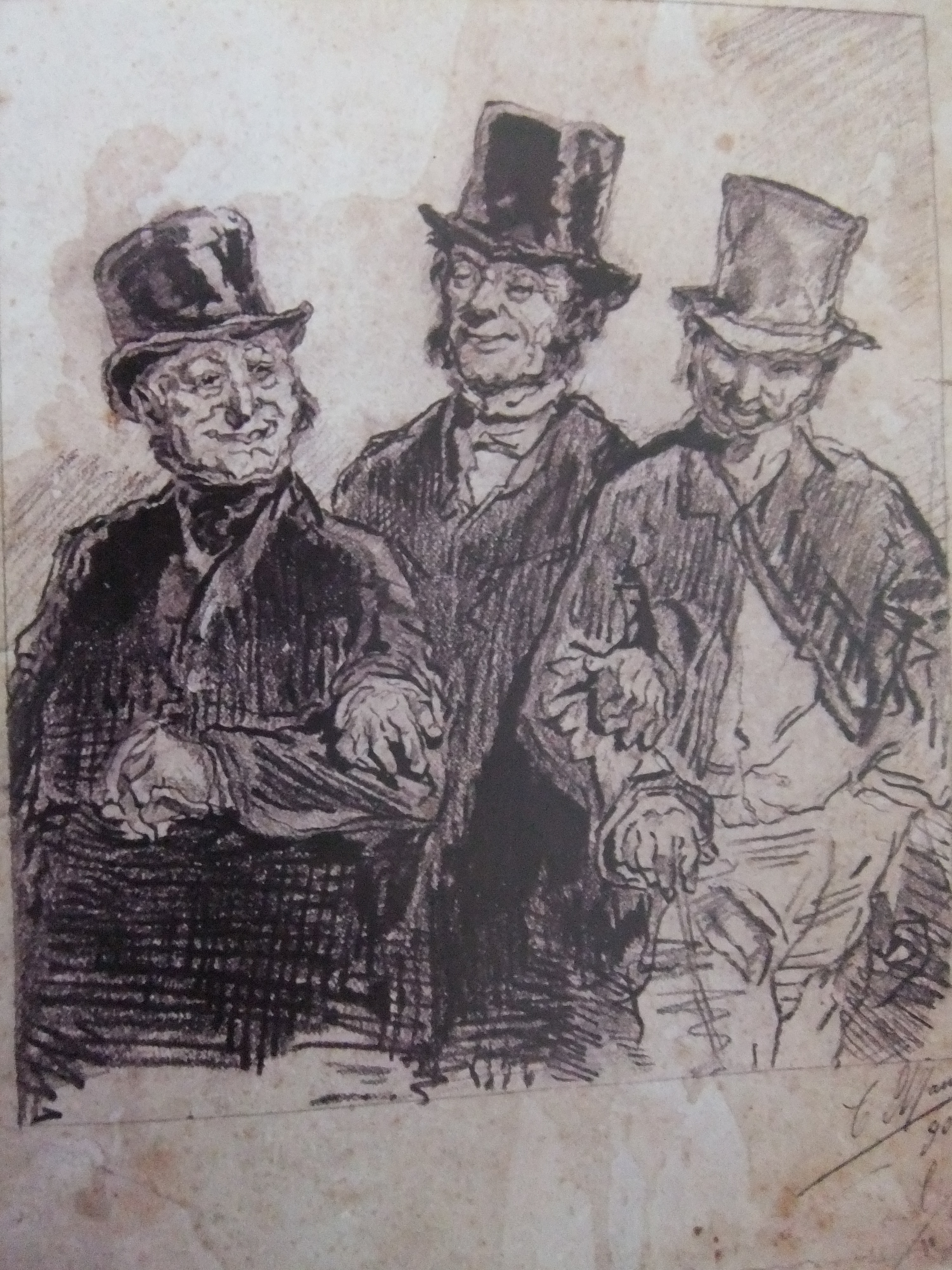
Trois personnages Copie de Gavani(1890). Mine de plomb sur papier
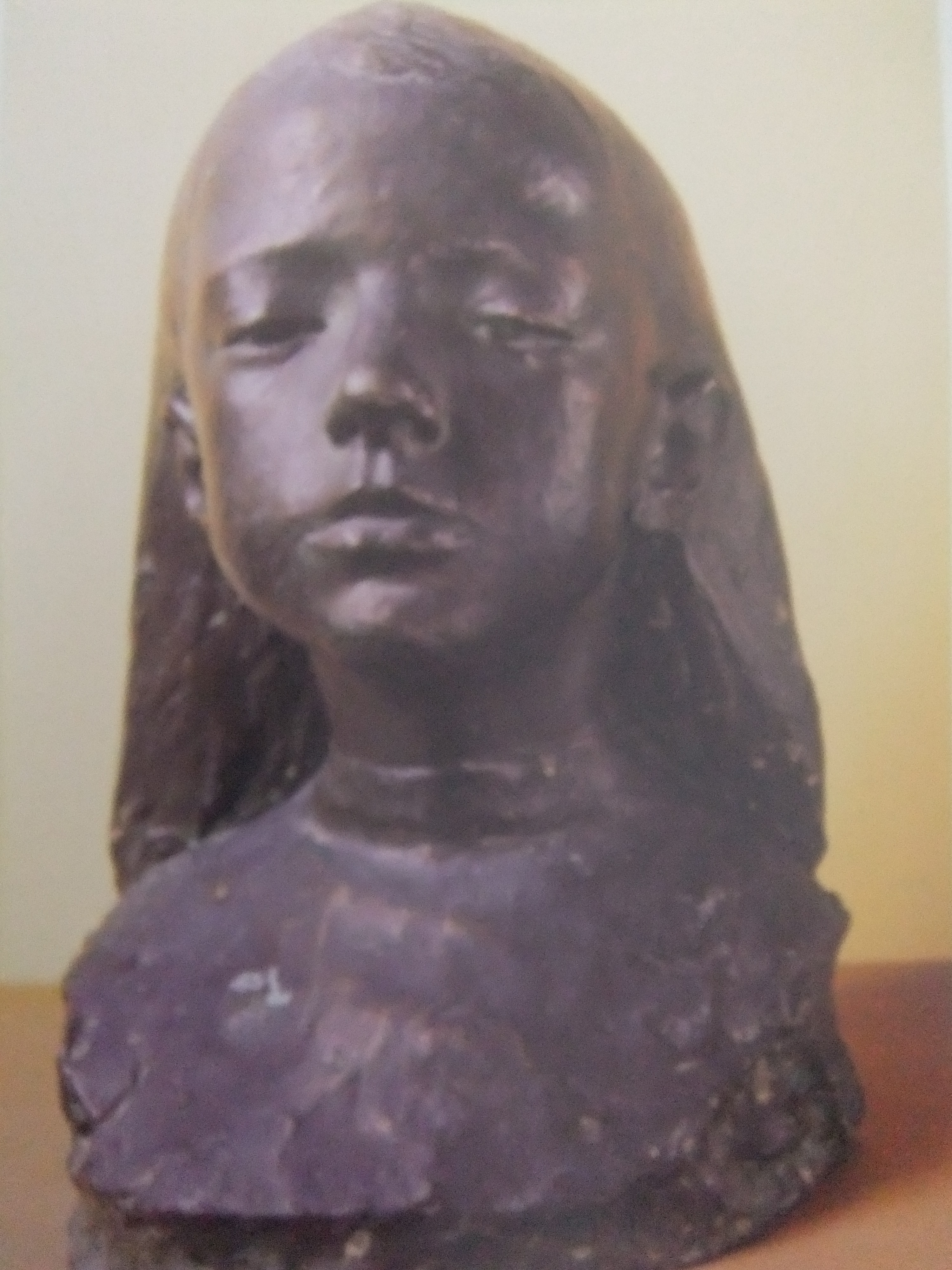
Tête de fillette(1897). Bronze
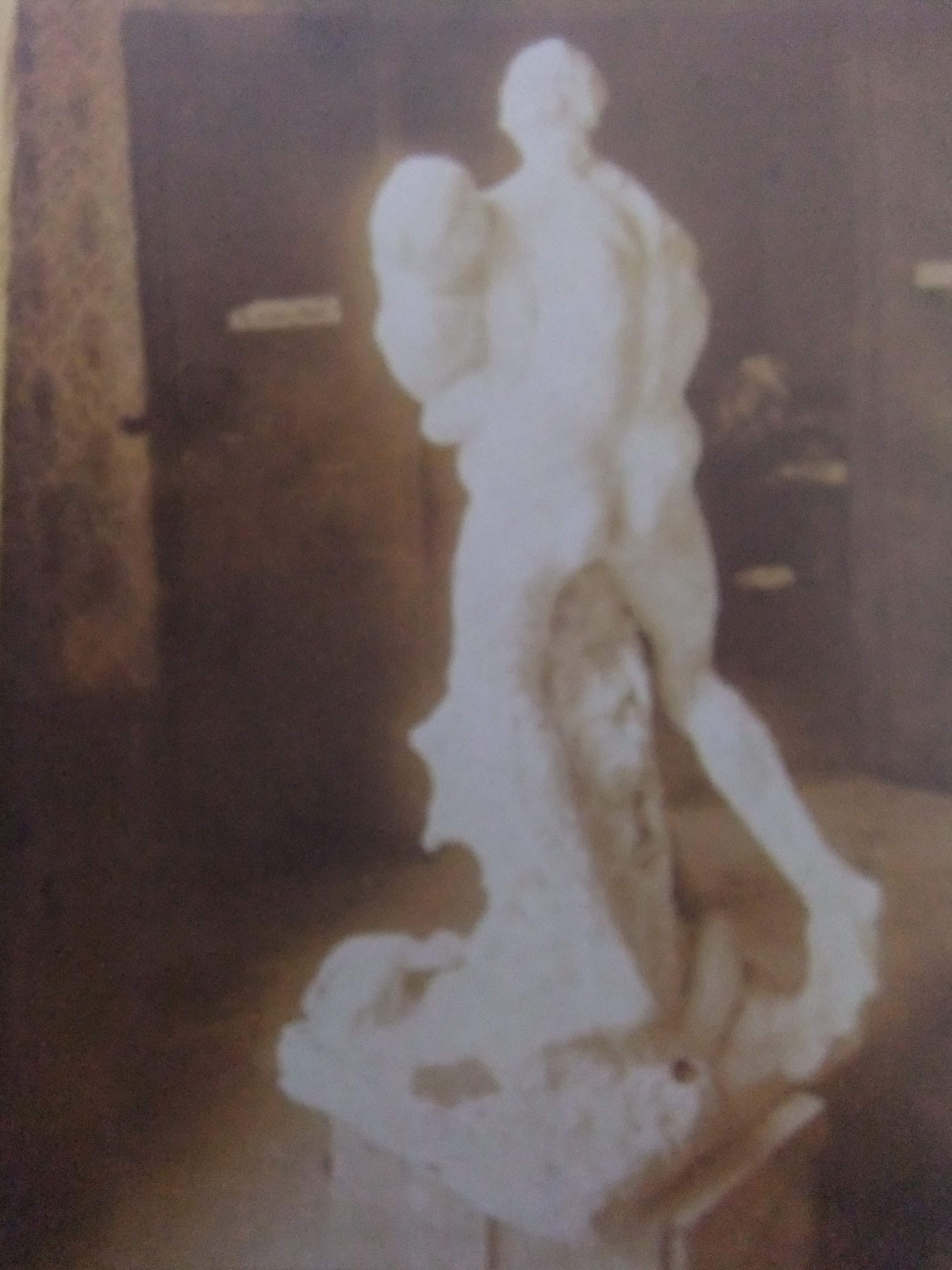
Vertus et vice(1902). Photographie b/n sur support de carton
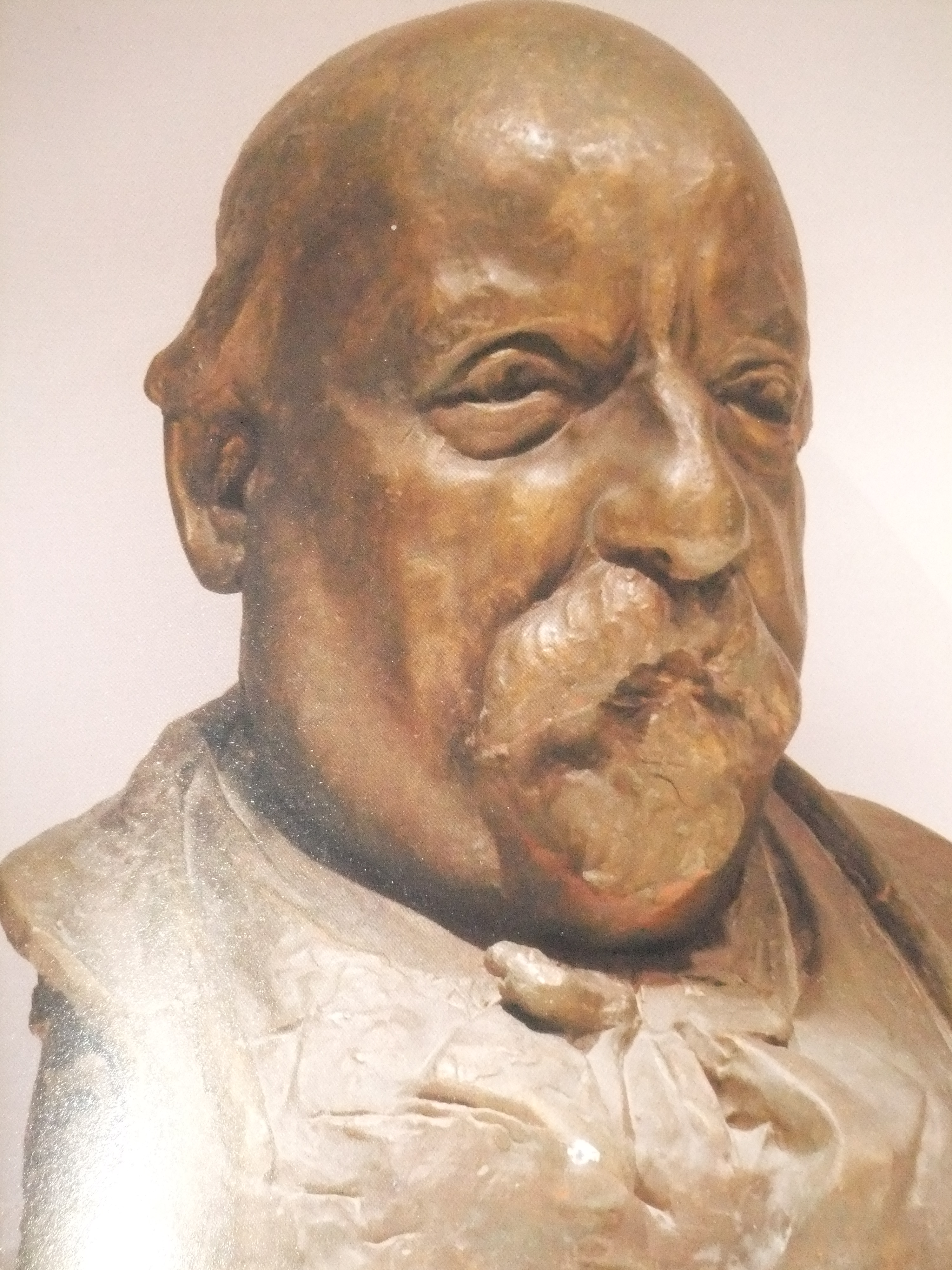
Buste de Josep Antoni Bonay i Carbó(vers 1907). Plâtre patiné en bronze
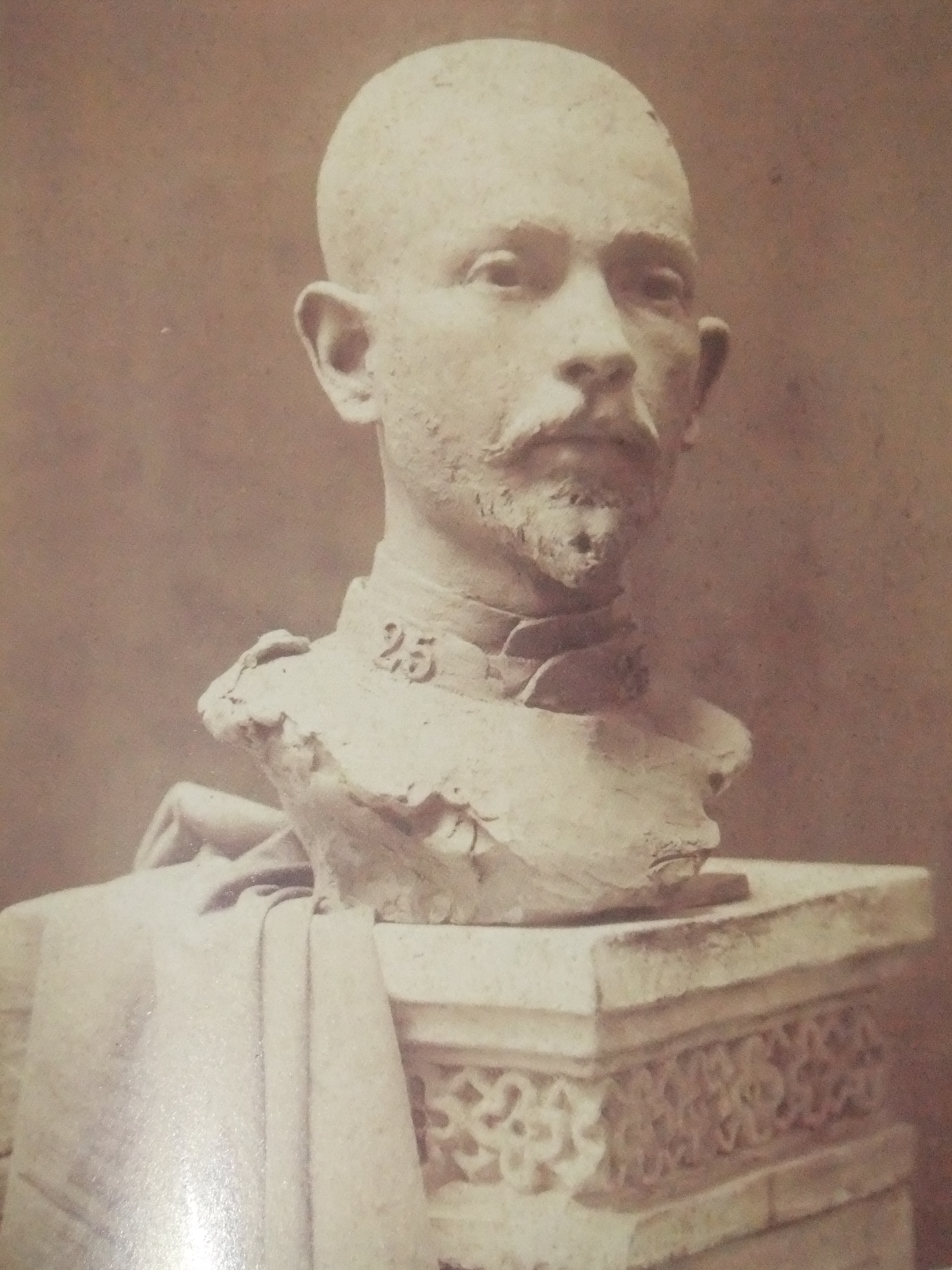
Portrait d'un militaire de Tarragone. Photographie (Œuvre non datée)
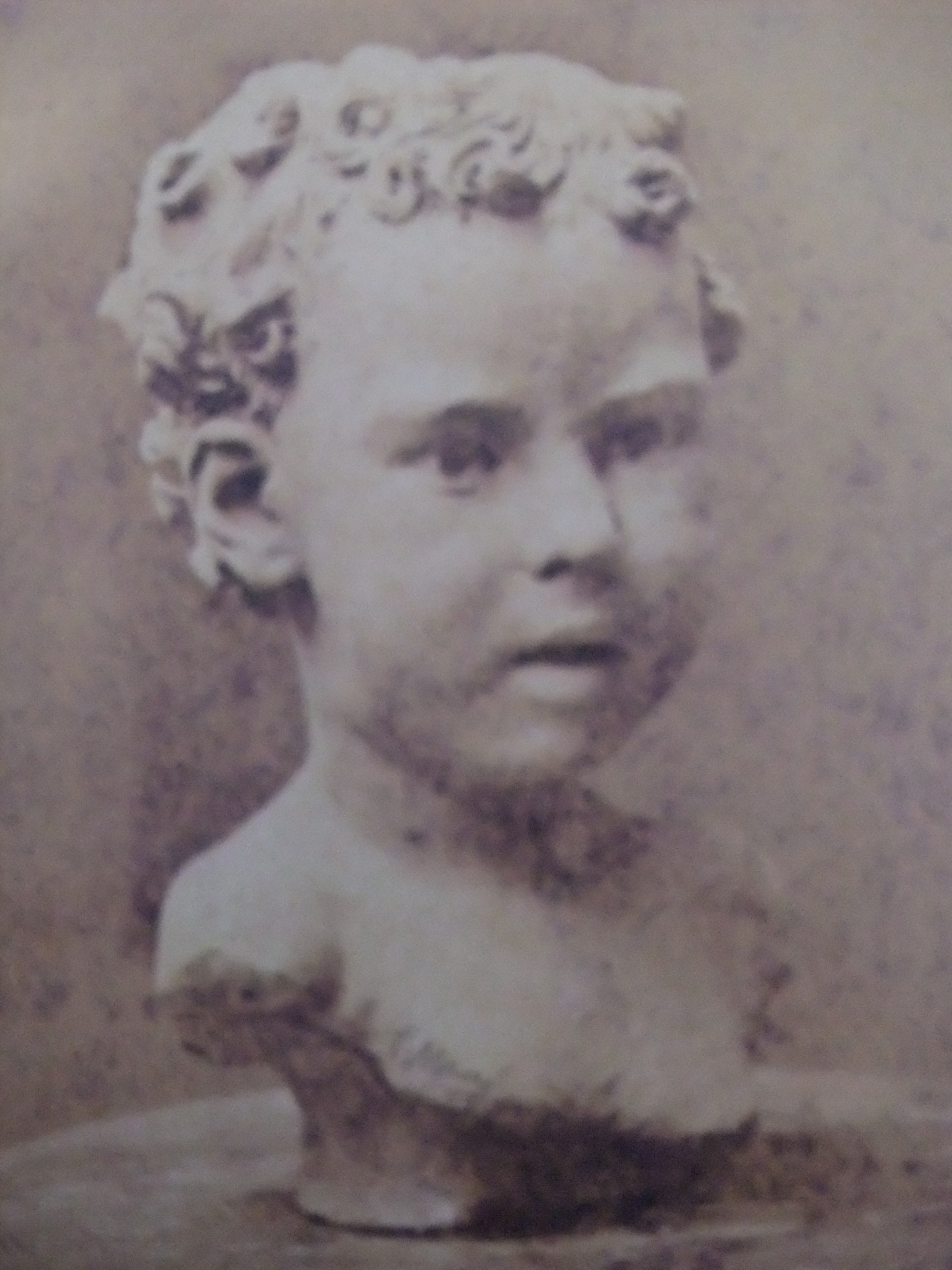
Portrait d'un enfant de trois ans. Photographie b/n sur carton (Œuvre non datée)